# Piraquara
Piraquara, amtlich portugiesisch Município de Piraquara, ist eine Stadt im brasilianischen Bundesstaat Paraná der Região Sul. Im Volkszählungsjahr 2010 betrug die Einwohnerzahl 93.207 Piraquarenser. Die Bevölkerungszahl wurde zum 1. Juli 2020 auf 114.970 Einwohner geschätzt, die auf einer Gemeindefläche von rund 227 km² leben. Sie ist Teil der Metropolregion Curitiba, die Entfernung zur Hauptstadt Curitiba beträgt 22 km.

## Geschichte
Ursprünglich war das Land vor Ankunft der Europäer Sommerquartier der ansonsten an den Küsten lebenden Carijós. Um 1660 waren Bandeirantes, vorwiegend aus der Gegend von São Vicente und São Paulo, in das Land eingedrungen auf der Suche nach Gold, das als Schwemmgold an einigen Stellen gefunden worden war, viele zogen nach dortigen neuen Goldfunden in das ertragreichere Minas Gerais weiter. Diese Areale wurden später auch Siedlungskerne von Städten wie Curitiba, São José dos Pinhais oder Piraquara. Mehrere kleinere Fazendas hatten sich gebildet, die gesamt als Ansiedlung unter dem Namen Piraquara bekannt wurden. Das Wort piraquara entstammt der Tupi-Sprache und bedeutet etwa Fischhort oder auch Fischesser, je wie der Wortstamm entschlüsselt wird. Bis etwa in die Mitte des 19. Jahrhunderts sind keine großen Fortschritte verzeichnet. Nach Ankunft von Tiroler Einwanderern ab 1878 und der Einweihung der Eisenbahnlinie Estrada de Ferro do Paraná 1885, die die Küste von Paraná mit Curitiba verband, entwickelte sich die Gemeinde wirtschaftlich. Über den Bahnhof in Piraquara konnten nun auch größere Mengen Holzschlag aus den reichen Araukarienwäldern transportiert werden. Ein anderes wirtschaftliches Standbein der Gemeinde war der Steinabbau gewesen, er ist heute als steinerner Turm im Stadtwappen symbolisiert. Verwaltungstechnisch gehörte es bis zur Selbständigkeit zum Munizip São José dos Pinhais, am 29. August 1890 wurde der Ort zu einem Vila erhoben unter dem neuen Namen Vila de Deodoro als Ehrung für den Präsidenten Manuel Deodoro da Fonseca. Am 10. April 1929 wurde der Ort von Deodoro auf Piraquara umbenannt.
Aus Piraquara gingen die selbständigen Munizips Campina Grande do Sul, früher unter dem Namen Timbu, und Pinhais hervor, sie waren zuvor Distrikte.

### Novo Tirol
1878 gelangten 59 italienischsprachige Familien aus Trentino-Südtirol an, etwa 350 Personen, und gründeten die Landwirtschaftskolonie Colônia Imperial Santa Maria do Novo Tirol da Boca da Serra. Aus mitgebrachten Rebstöcken entwickelte sich der Weinanbau.
Die Touristenstraße Caminho Trentino erinnert an die Tiroler, ebenso bestehen mehrere Städtepartnerschaften.

## Geographie
Umliegende Gemeinden sind im Norden Quatro Barras, im Süden São José dos Pinhais, im Osten Morretes und im Westen Pinhais.
Das vorwiegende Biom ist Mata Atlântica.
Im Norden der Gemeinde liegt der Stausee Represa do Iraí, im Süden die Stauseen Represa Piraquara I und II.

### Klima
Die Gemeinde hat tropisches gemäßigtes Klima, Cfb nach der Klimaklassifikation nach Köppen und Geiger. Die Durchschnittstemperatur ist 17,0 °C. Die durchschnittliche Niederschlagsmenge liegt bei 1565 mm im Jahr.

## Kommunalverwaltung
Die Exekutive liegt bei dem Stadtpräfekten (Bürgermeister). Bei der Kommunalwahl 2016 wurde Marcus Mauricio de Souza Tesserolli des Partido Democrático Trabalhista (PDT) zum Stadtpräfekten für die Amtszeit von 2017 bis 2020 gewählt.
Die Legislative liegt bei einem 13-köpfigen gewählten Stadtrat, den vereadores der Câmara de Vereadores.
Seit 1992 besteht die Gemeinde aus einem Gesamtdistrikt.

## Bevölkerungsentwicklung
2010 waren rund 27,3 % der Bevölkerung Kinder und Jugendliche bis 15 Jahre.
| Jahr | Einwohner | Stadt  | Land   |
| --- | --------- | ------ | ------ |
| 1991 | 31.346    | 19.359 | 11.987 |
| 2000 | 72.886    | 33.829 | 39.057 |
| 2010 | 93.207    | 45.738 | 47.469 |
| 2020 | 114.970   | ?      | ?      |
| Hier fehlt eine Grafik, die leider im Moment aus technischen Gründen nicht angezeigt werden kann. Wir arbeiten daran! |           |        |        |

Quelle: IBGE (2011)

## Durchschnittseinkommen und Lebensstandard
Das monatliche Durchschnittseinkommen betrug 2017 den Faktor 2,5 des brasilianischen Mindestlohns (Salário mínimo) von R$ 880,00 (Einkommen umgerechnet für 2019: rund 498 € monatlich). Der Index der menschlichen Entwicklung (HDI) ist mit 0,700 für 2010 als hoch eingestuft.
2017 waren 9469 Personen oder 8,8 % der Bevölkerung als fest im Arbeitsverhältnis stehend gemeldet, 34,1 % der Bevölkerung hatten 2010 ein Einkommen von der Hälfte des Minimallohns.
Das Bruttosozialprodukt pro Kopf betrug 2016 10.678,89 R$, das Bruttosozialprodukt der Gemeinde belief sich auf rund 1133,37 × Mio. R$.

## Ethnische Zusammensetzung
Ethnische Gruppen nach der statistischen Einteilung des IBGE (Stand 2000 mit 72.886 Einwohnern, Stand 2010 mit 93.297 Einwohnern):
| Gruppe      | Anteil 2000 | Anteil 2010 | Anmerkung                        |
| ----------- | ----------- | ----------- | -------------------------------- |
| Brancos     | 52.287      | ▲ 61.213    | Weiße, Nachfahren von Europäern  |
| Pardos      | 17.085      | ▲ 27.732    | Mischrassige, Mulatten, Mestizen |
| Pretos      | 3.350       | ▲ 3.506     | Schwarze                         |
| Amarelos    | 31          | ▲ 450       | Asiaten                          |
| Indígenas   | 496         | ▼ 306       | indigene Bevölkerung             |
| ohne Angabe | 637         | –           |                                  |

## Bilder aus Piraquara

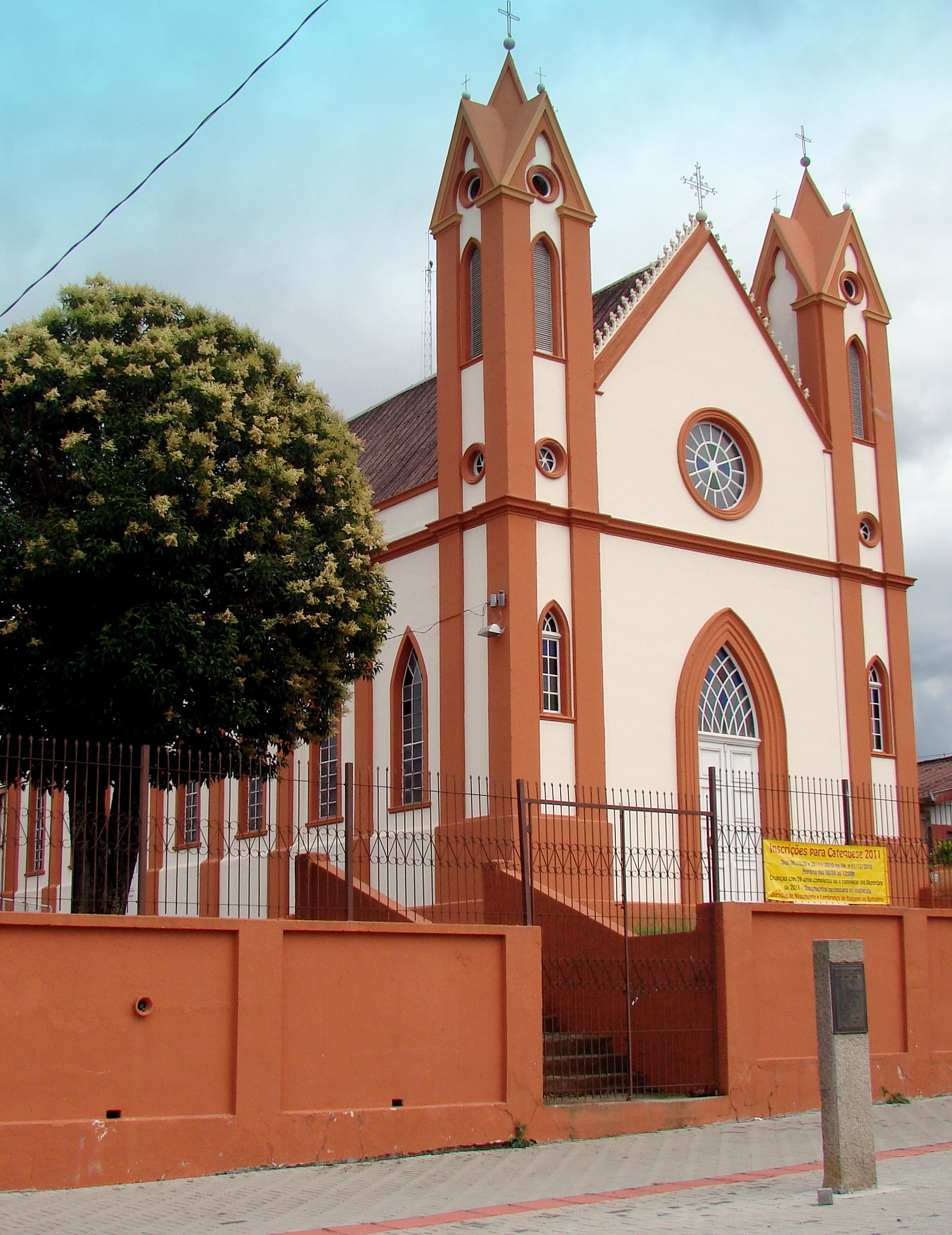
Igreja Matriz Senhor Bom Jesus dos Passos
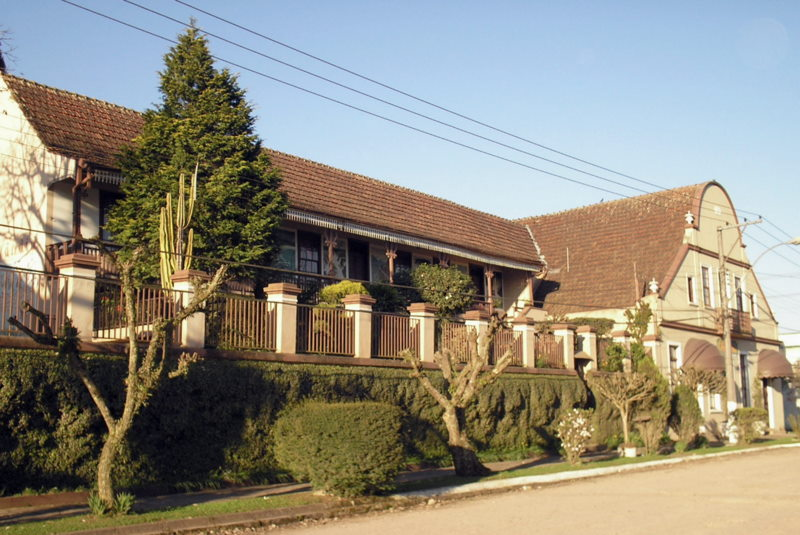
Gebäude im historischen Zentrum
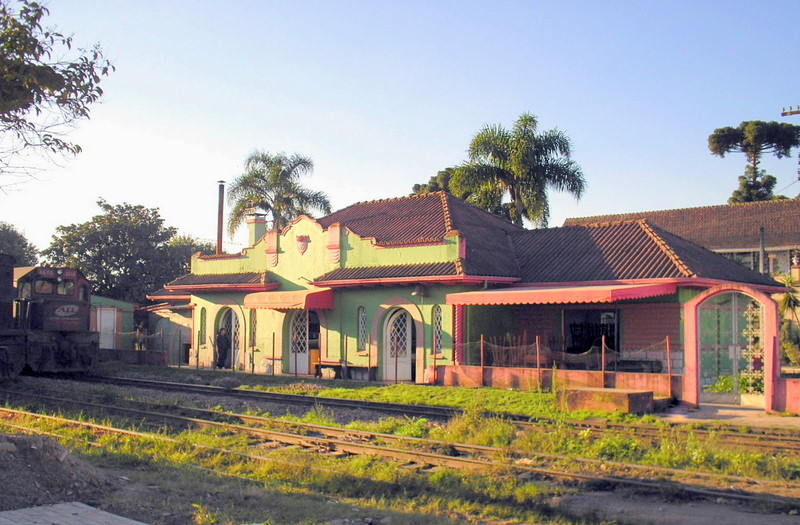
Ehemaliger Bahnhof
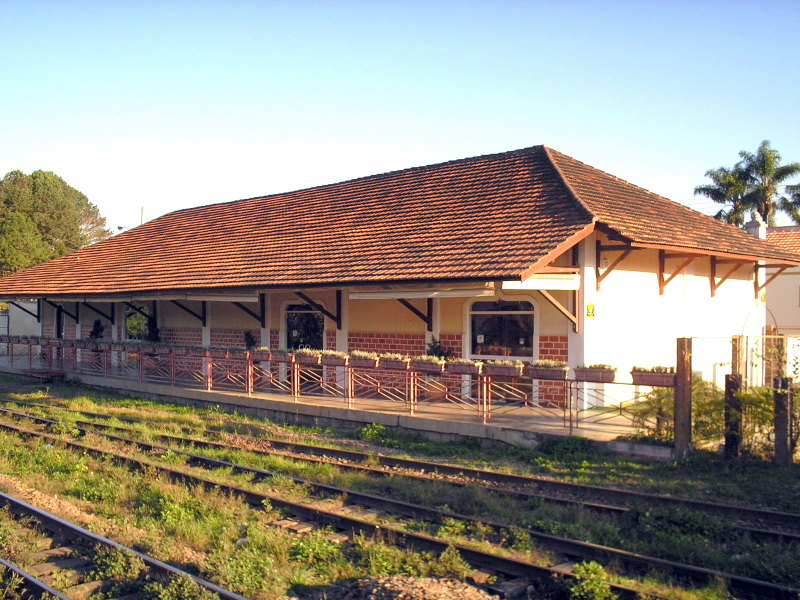
Ehemaliges Lagerhaus beim Bahnhof